# Bulbophyllum rhodostachys
Bulbophyllum rhodostachys är en orkidéart som beskrevs av Rudolf Schlechter. Bulbophyllum rhodostachys ingår i släktet Bulbophyllum och familjen orkidéer. Inga underarter finns listade i Catalogue of Life.